# Paloma Marín
Paloma Marín es una presentadora de TV española.

## Trayectoria profesional
Sus inicios en el mundo de la televisión fueron como azafata en El precio justo, el concurso que presentaba Joaquín Prat en Televisión española, y donde debuta en 1991.
Tras presentar el concurso ¿De qué tribu eres? (1992) en Telemadrid y hacer sus pinitos como actriz, en pequeños papeles de series como Médico de familia o ¡Ay Señor, Señor!, en 1998 se incorpora, junto a Andrés Caparrós y Elsa Anka al concurso El Gran Juego de la Oca, emitido en esta ocasión por Telecinco, bajo el título de El Nuevo Juego de la Oca.
En julio de ese mismo año, condujo con Paco Arrojo, el concurso musical Toma nota, también en Telecinco, por el momento su último proyecto en TV.